# Рагозин, Алексей Николаевич
Алексей Николаевич Рагозин (род. 10 апреля 1967) — заместитель директора Федеральной службы судебных приставов, заместитель главного судебного пристава Российской Федерации с февраля 2024 года; генерал-лейтенант внутренней службы.

## Биография
Родился в Челябинской области.
Пытался поступить в Рязанское высшее воздушно-десантное командное училище, однако с первого раза это не удалось сделать, вследствие чего год работал разнорабочим, прежде чем поступить туда снова.
Поступил в Рязанское высшее воздушно-десантное командное училище им. Ленинского комсомола в 1985 году (1 рота), которое окончил в 1989 году. В 2001 году окончил Общевойсковую академию Вооружённых Сил Российской Федерации, в 2017 году — Военную академию Генерального штаба Вооружённых Сил Российской Федерации.
Службу проходил в ВДВ СССР и РФ, начиная с должности командира парашютно-десантного взвода. С июля 2003 по май 2007 года был командиром 247-го десантно-штурмового полка. Командовал отдельной десантно-штурмовой бригадой в Ульяновске, участвовал в боевых действиях в Чеченской Республике. Личный состав бригады под его командованием участвовал на Абхазском фронте войны с Грузией в 2008 году, а также в международном учении «Взаимодействие-2009».
15 апреля 2010 года назначен на должность командира 98-й гвардейской воздушно-десантной дивизии (Иваново).
7 августа 2013 года назначен на должность заместителя командующего Воздушно-десантными войсками по воздушно-десантной подготовке
С 2015 по 2017 год — слушатель факультета национальной безопасности и обороны государства Военной академии Генерального штаба Вооруженных сил Российской Федерации.
С сентября 2017 по февраль 2021 годы — начальник Рязанского гвардейского высшего воздушно-десантного командного училища имени генерала армии В. Ф. Маргелова. Командовал парадным расчётом десантников училища на Парадах Победы 9 мая 2018 и 2019 годов, а также на параде 24 июня 2020 года; также командовал сводным парадным полком ВДВ на параде 2013 года.
С февраля 2021 года — заместитель командующего Воздушно-десантными войсками по вооружению.
15 февраля 2024 года заместитель директора Федеральной службы судебных приставов — заместитель главного судебного пристава Российской Федерации.
Женат, воспитывает двоих дочерей, есть внучка.

## Награды
- Орден «За заслуги перед Отечеством» IV степени с мечами[3]
- Орден «За военные заслуги»[5]
- 2 Ордена Мужества[5]
- Медаль «За воинскую доблесть» I и II степеней[1]
- Медаль «За возвращение Крыма»[1]
- Медаль «За укрепление боевого содружества»[1]
- Медаль «За отличие в военной службе» I, II и III степеней[1]
- Медаль «За участие в военном параде в День Победы»[1]
- Медаль «Генерал армии Маргелов»[1]
- другие награды[1]